# Lommagylet (Jämshögs socken, Blekinge)
Lommagylet är en sjö i Olofströms kommun i Blekinge och ingår i Skräbeåns huvudavrinningsområde.